# NGC 84
NGC 84 är en stjärna belägen iden södra delen av stjärnbilden Andromeda. NGC 84 identifieras ofta felaktigt i astronomisk litteratur som en galax snarare än en enstaka stjärna. Den upptäcktes först den 14 november 1884 av den franske astronomen Guillaume Bigourdan, som är välkänd för sina framgångar med att katalogisera svaga himmelsformer.

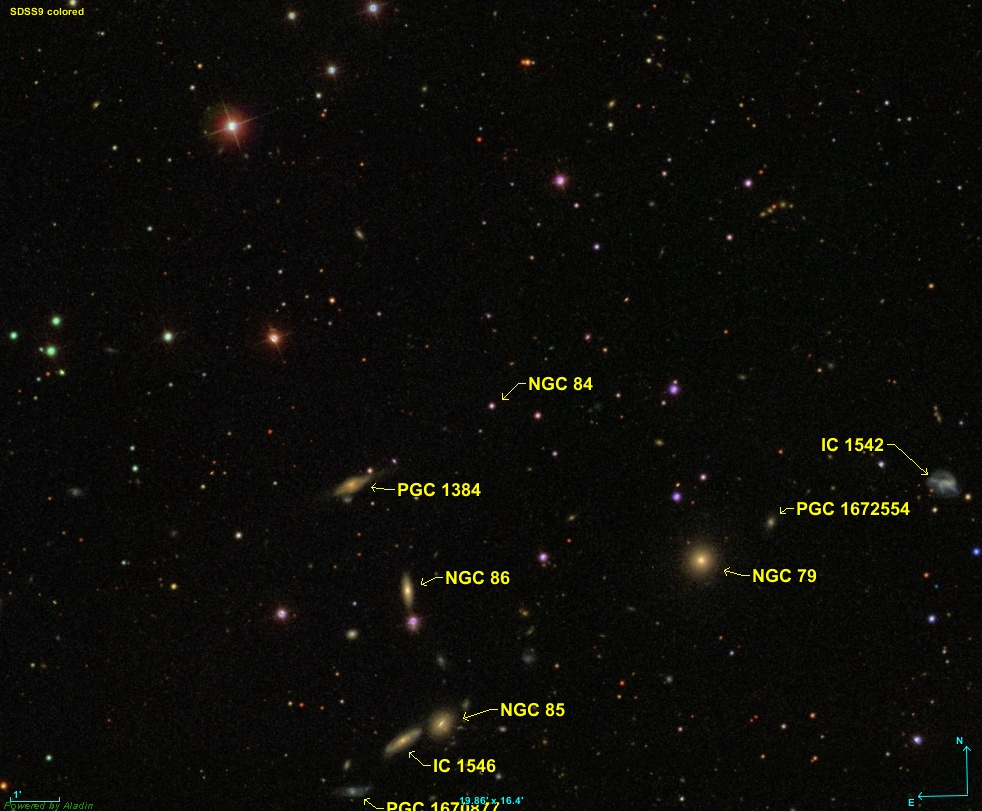
Platsen för NGC 84

NGC står för New General Catalogue, en lista över objekt i djuprymden som stjärnhopar, nebulosor och galaxer. NGC innehåller över 7 800 objekt och är fortfarande en av de mest använda astronomiska katalogerna idag.
NGC 84 ligger vid en rektascension på 00h 21m 21,25s och en deklination på +22° 37′ 10,90″. På grund av dess extrema ljussvaghet är den inte synlig för blotta ögat och kräver ett teleskop för observation. NGC 84, som ligger nära himmelsekvatorn, kan observeras från både norra och södra halvklotet under vissa tider på året. Denna plats erbjuder astronomer en möjlighet att studera den,  även om dess låga ljusstyrka och avlägsna läge gör den extremt utmanande att observera.